# La Odisea (película)
La Odisea (The Odyssey) es una película estadounidense de fantasía-aventuras de 1997, ganadora de un premio Emmy y candidata a los premios Globo de Oro. Dirigida por Andréi Konchalovski, se emitió en los Estados Unidos en formato de miniserie para televisión en dos partes, y se estrenó el 18 de mayo de 1997 en la National Broadcasting Company. Más tarde ganaría el premio "Primetime Emmy a la mejor dirección en una miniserie o especial". Está basada en el antiguo poema épico griego de la Odisea, atribuido normalmente a Homero.  El reparto internacional de estrellas incluye a Armand Assante, Greta Scacchi, Irene Papas, Isabella Rossellini, Bernadette Peters, Christopher Lee y Vanessa Williams.

## Reparto
- Agamenón: Yorgo Voyagis (Γιώργος Βογιατζής, n. 1945).
- Agelao, hijo de Damastor y pretendiente de Penélope: Marius Combo.
- Alcínoo: Jeroen Krabbé.
- Anticlea, madre de Odiseo: Irene Papas.
- Anticlo, el ocupante del Caballo de Troya que, en la obra de Homero, quiere contestar a Helena al imitar ella las voces de las mujeres de los aqueos y es acallado por Odiseo (en la película, es el flautista): Will Houston (n. 1968).
- Ántifo, hijo de Egipto que es devorado por Polifemo: Stuart Thompson.

- Antínoo: Vincenzo Nicoli.
- Aquiles: Richard Trewett.
- Arete: Sally Plumb.
- Atenea: Isabella Rossellini.
- Calipso: Vanessa Williams.
- Circe: Bernadette Peters.
- Egipto: Vernon Dobtcheff.

- Elato, pretendiente de Penélope al que, en la obra de Homero, mata Eumeo (en la película, son muertos todos los pretendientes, y solo por Odiseo y Telémaco): Pat Kelman.
- Elpénor, compañero de Odiseo que en la obra de Homero muere al caerse de un techado de la casa de Circe cuando estaba durmiendo la borrachera (en la película, es devorado por Escila): Alan Cox (n. 1970).
- Eolo: Michael J. Pollard.
- Eumeo: Tony Vogel (n. 1942-2015).
- Euríbates (llamado Euribates en el doblaje español), heraldo aqueo y asistente de Odiseo en la obra de Homero: Ron Cook (n. 1948).
- Euriclea: Geraldine Chaplin.
- Euríloco (llamado Euriloco en el doblaje español), amigo y, en la tradición clásica, cuñado de Odiseo por ser esposo de Ctímene: Michael Tezcan.
- Eurímaco, pretendiente de Penélope: Eric Roberts
- Filoto, personaje que en la película es el cabrero que se correspondería con el leal boyero Filetio de la obra de Homero (en la Odisea, el cabrero se llama Melancio y, como su hija Melanto, es desleal): Peter Page.
- Héctor: Derek Lea.
- Hermes: Freddy Douglas.
- Laocoonte, personaje que en la tradición clásica es sacerdote en Troya, advierte a sus conciudadanos de que el caballo puede ser un regalo peligroso de aceptar y muere víctima de dos monstruosas serpientes marinas (en la película es presentado como adivino y muerto por una sola serpiente): Heathcote Williams (n. 1941).
- Leócrito (llamado Leocrites en la película), pretendiente de Penélope que, en la Odisea, es muerto por Telémaco: Oded Levy.
- Un malabarista griego: Max Oddball (sin acreditar).
- Un marino fenicio: Krešimir Novaković (sin acreditar).
- Melanto (Μελανθώ, llamada Melantea en la película), sierva desleal de la casa de Odiseo que, en el poema, es hija del cabrero Melancio (Μελανθεύς): Paloma Baeza (n. 1975).

- Menelao: Nicholas Clay.
- Méntor: Peter Woodthorpe.
- Nausícaa: Katie Carr.
- Odiseo (llamado Ulises en la miniserie): Armand Assante.
- Orsíloco: Mark Hill.
- Penélope: Greta Scacchi.
- Perimedes, compañero de Odiseo: Adoni Anastassopoulos (Άδωνι Αναστασόπουλος).
- Polifemo: el luchador de sumo Reid Asato; trabajo de animatrónica con el rostro: David Barclay.
- Polites, compañero de Odiseo y, en la obra de Homero, su amigo más querido (en la película es transformado en cerdo por Circe, a diferencia de sus compañeros, que son transformados en otros animales; en el poema de Homero, todos los compañeros de Odiseo que son víctimas de ese hechizo de Circe son transformados en cerdos): Roger Ashton-Griffiths (n. 1957).

- Poseidón; voz en la versión en inglés: Miles Anderson (n. 1947).
- Príamo: Alan Smithie.
- Una sierva: Shawna Wenger (sin acreditar).
- Telémaco: de niño de diez años, Joshua Maguire; de mozo y de adulto joven, Alan Stenson.
- Tiresias: Christopher Lee.

## Rodaje
Fue rodada en Malta y en Turquía, así como en otras localizaciones del Mar Mediterráneo, donde transcurre la historia, y en partes de Inglaterra.

### Efectos especiales
De los efectos especiales concernientes a las criaturas míticas se ocupó la compañía de Jim Henson llamada Jim Henson's Creature Shop. Se empleó un muñeco animado que representaba un cerdo parlante que no era otro que Polites: uno de los compañeros de Odiseo transformados por Circe; como se ha indicado antes, se empleó un ingenio similar para el rostro de Polifemo. Para representar a Escila, se recurrió a imagen generada por computadora.

## Clasificación
La Asociación Cinematográfica de Estados Unidos clasificó la película como PG-13 debido a escenas violentas y cierta sensualidad